# آلو وحشی
آلو وحشی (نام علمی: Harpephyllum) نام یک سرده از تیره پسته‌ایان است.